# Renard (motorfiets)
Renard is een motorfietsmerk uit Estland. 
Het merk werd in 1938 opgericht door J. Laan en was gevestigd in Tallinn.
Renard produceerde vanaf 1938 lichte motorfietsen. De eerste exemplaren leken erg veel op gemotoriseerde fietsen van Wanderer. Ze hadden een 98cc Sachs tweetaktmotortje. Ze waren (wellicht naar voorbeeld van Sunbeam) zwart gelakt en goud gebiesd. Later modellen leken meer op "echte" motorfietsen, waarvoor waarschijnlijk de DKW RT98 model had gestaan. In maart 1944 werd de fabriek gebombardeerd. Hierna kwam de productie nooit meer op gang. 
In 2008 besloten een aantal Estse ingenieurs en zakenmensen het merk nieuw leven in te blazen. In april 2010 werd een prototype van een nieuwe motorfiets gepresenteerd: de Renard Grand Tourer. Deze had een 125pk langsgeplaatste achtkleps Moto Guzzi V-twin als krachtbron. De machine was zeer modern ontworpen, met een carbonfiber/Kevlar monocoque frame en een getrokken schommelvoorvork met een enkele, centrale schroefveer. 